# Kontrabáš
Kontrabáš je pokrm z pohanky, brambor a masa, typický pro oblast Valašska.

## Příprava
Kontrabáš se připravuje se směsi uvařených brambor a pohanky. Do této směsi se poté přidává osmažená cibule, kousky uzeného masa a česnek. Jako koření se může použít například majoránka nebo kmín. Pokrm se poté zapéká v troubě. Existuje více variant kontrabáše, někdy se do něj místo uzeného masa může přidat klobása, někdy se přidává také sýr (například brynza), někdy se přidává také mrkev.